# Михайло Олександрович (князь тверський)
Михайло Олександрович (рос. Михаил Александрович; 1333 — 26 серпня 1399) — великий князь тверський у 1368—1399 роках (як Михайло II), великий князь володимирський у 1371—1375 роках (як Михайло IV).

## Життєпис

### Князь Микулинський
Син великого князя тверського Олександра Михайловича й Анастасії Галицької. Народився близько 1333 року в Пскові. Його хрестив архієпископ Новгородський Василь. У 1339 році після того як його батька і старшого брата Феодора було страчено в Сарай-Бату, то Всеволод отримав невеличкий Микулинський уділ.
1362 році мав конфлікт з Василем Михайловичем, великим князем тверським і своїм сюзереном, що намагався приборкати удільних князів й не допустити розпаду Тверського володіння. Зумів витримати облогу в Микулині, але підтвердив зверхність Василя. У 1364 році від чуми померли князя Всеволод Олександрович Холмський і Семен Костянтинович Білогородський. Останній заповів свій уділ Михайлові, з чим не погодився князь Єремій Костянтинович Дорогобузький. Того підтримав великий князь Тверський. Втім у 1366 році тверський єпископ Василь присудив білогородське князівство Михайлові. Але 1367 році Василь Михайлович отримав підтримку великого князя володимирського і московського Дмитра Івановича, тому Михайло Олександрович виїхав за допомогою до великого князя Литовського Ольгерда.
Вороги Михайла сплюндрували його уділ. В цей час Михайло Олександрович повернувся з литовськими найманцями і захопив Твер, де взяв в полон дружин Василя Михайловича і Єремія Костянтиновича, багатьох їх бояр. Після цього він виступив на Кашин, де знаходився Василь, але по дорозі, в селі Андріївському, його чекали посли від великого князя і тверського єпископа Василя. Вони переконали Михайла помиритися з Василем і Єремієм. Василь мав залишити Твер Михайлу, зберігши Кашинське князівство.
Незабаром Єремій виступив проти Михайла, а великий князь володимирський і московський великий князь московський Дмитро Іванович, підступом за підтримки митрополита Олексія захопив у Москві, змусив Михайла відмовитися від Білого Городка. Він втік до Литви. Натомість митрополит відлучив його від церкви, але це рішення не підтвердив константинопольський патріарх Філофей. Усі сторони стали готуватися до військової кампанії. Але в розпал цих подій Василь Михайлович помер, тому Михайло Олександрович без зусиль став великим князем тверським.

### Великий князь Тверський
Під приводом захисту прав сина Василя Михайловича — Михайла Кашинського — великий князь володимирський і московський Дмитро Іванович відправив військо на підкорення Твері. Ще до підходу ворога до столиці Михайло рушив до Ольгерда, якого переконав виступити проти Москви. Перемігши московитів в битві на річці Тросна, останній взяв в облогу Москву. Але вимушений був зняти облогу через 3 дня через вторгнення до його володінь Тевтонського ордену. За мирним договором, Михайло отримав назад Білий Городок та інші волості покійного стриєчного брата Семена Костянтиновича.
У 1369 році зміцнив Твер дерев'яною стіною. У серпні 1370 року знову почалася війна з Дмитром Івановичем. Михайло знову втік до Ольгерда, а послані Дмитром війська спустошили Тверську землю. Не отримуючи допомоги від Ольгерда, який в цей час вимушений був виступити проти тевтонців на чолі із великим магістсром Вінріхом фон Кніпроде, Михайло намагався виїхати до Сарай-Бату, але побоюючись пасток московитів на шляху, повернувся назад. Після поразки у битві під Рудау Ольгерд зміг укласти мир з орденом й звернути увагу на допомогу Твері.
Литовське військо, до якого долучився Святослав Іванович, великий князь Смоленський, виступило проти московитів наприкінці 1370 року. після невдалої облоги Волока Ламського воно рушило на Москву. Через 8 днів було укладено перемир'я до Петрова дня. Ольгерд відступив в Литву, Михайло замирився з Дмитром Івановичем, повернувшись до Твері.
Навесні 1371 року Михайло Олександрович прибув до хана Мухаммед-Булака, де виклопотав ярлик на велике княжіння Володимирське. Ординці пропонували йому свої війська, щоб допомогти завтердитися у Володимирі, але Михайло відмовився і повернувся з ханським послом Сариходжой. Натомість Дмитро Іванович Московський взяв зі всіх міст присягу не пускати Михайла. Віддавши ярлик Михайлу, Сариходжа відправився з Мологи в Москву, а Михайло Олександрович сплюндрував міста Кострому, Мологу, Углич і Бежецкий Верх. Після цього повернувся до Твері, відправивши до Сарая свого сина Івана з проханням по допомогу.
Але Дмитро Іванович раніше прибув до Орди, де переконати темника Мамая залишити велике князювання за ним. При цьому Син Михайла — Іван — заборгував в Сараї 10 тис. карб., що вдвічі перевищувало розмір річної данини з володимирського великого князювання. Дмитро Іванович викупив його і забрав з собою до Москви, доки його не викупив батько. За цим московити захопити місто Бежецьк й сплюндрувати тверські прикордонні землі.
Тоді Михайло Олександрович знову став спонукати Ольгерда захопити Москву. У 1372 році разом з Кейстутом і Андрієм Ольгердовичем намагався захопити Переславль-Залеський. але марно, втік зайняв місто взяв міста Дмитров і Торжок. Ольгерд особисто виступив на Москву 1372 року, але зрештою уклав Любуцький мир, за яким встановлювався протекторат Литви над Твер'ю.
У 1374 році Михайло надав прихисток боярину Івану Вельямінову. За цим атакував Торжок і Углич, що призвело до походу Дмитра Івановича на Твер у 1375 році. Ольгерд не надав суттєвої допомогу. Зрештою Михайло Олександрович вимушений був визнати зверхність Москви, відмовитися від прав на Кашинське князівство і погодитися брати участь у війнах великого князівства Московського.
1380 року не надав власні війська Дмитру Івановичу у протистоянні з темником Мамаєм, але дозволив залежним князям брати в ній участь. У 1382 році після захоплення ханом Тохтамишем Москви намагався отримати ярлик на велике князівство Володимирське, але Дмитро Іванович Московський погодився на сплату данину й виплату боргів за попередні роки переконав хана залишити титул великого князя Володимирського за московськими князями. Натомість Михайло Олександрович отримав незалежність від Москви, а Кашинське князівство було приєднано до великого князівства Тверського.
Близько 1396 року, після поразки Тохтамиша від чагатайського аміра Тимура і затвердження в Сараї Едігея, Михайло знову спробував отримати ярлик на князювання, але марно.
Помер Михайло Олександрович 1399 року, взявши перед смертю постриг під ім'ям Матвій в Афанасіївському монастирі (Твер). Поховано у Спаському соборі Твері. Владу спадкував його син Іван Михайлович.

## Культура діяльність
Розвиток Твері та інших міст князівства відбувається після 1375 року, коли Михайло Олександрович став почувати себе більш певно. Піднесення набули іконопис і написання книг. деякі ікони було отримано від Константинопольського патріархату. 1375 року було створено тверський літописний звід. У 1390-х роках розпочато перші спроби оновленого Тверського літопису.
1394 року було зведено церкву і монастир святих Феодосія і Антонія Печерських. 1399 року зводиться кам'яна церква в Городці на честь Архістратига Михайла. Того ж року оновлено церкву Спаса Вседержителя в Твері.

## Родина
Дружина — Євдокія, донька Костянтина Васильовича, князя суздальського
Діти:
- Олександр (д/н—1357/1358)
- Іван (1357/1358 — 1425), великий князь Тверський
- Олександр (д/н—1389), князь Кашинський
- Борис (1362—1395), князь Кашинський
- Василь (1364—1426), князь Кашинський
- Федір (д/н—1410), князь Микулинський